# 伊扎克·拉宾
伊扎克·拉宾（希伯來語：יִצְחָק רַבִּין，羅馬化：yiṣ°ḥåk raḃiyn，國際音標：[jitsˈχak ʁaˈbin] ⓘ；1922年3月1日—1995年11月4日），英文转写为Yitzhak Rabin，以色列政要、以色列國防軍退役陸軍中將，曾两次出任以色列总理（1974年－1977年；1992年－1995年）。1995年在总理任内遇刺身亡。拉宾是首位出生於以色列本土的总理，第二位在任期间去世的总理（首位任內去世的总理是列维·艾希科尔）及唯一被刺杀身亡的總理。

## 生平

### 青年时代与帕拉玛赫
拉宾出生在巴勒斯坦耶路撒冷莎拉·泽德克医疗中心，当时巴勒斯坦还处于英国的委任统治之下。他一岁时随家庭迁至特拉维夫，并在那里长大。1940年拉宾以优异的成绩从当地的嘉道理农业高中毕业，当时他的愿望是成为一位灌溉工程师。
第二次世界大战爆发后，拉宾放弃了原来的志向，于1941年加入哈迦纳的帕拉玛赫部队，并于1947年10月升任作战参谋长。在以色列独立战争中，他指挥了耶路撒冷防御战，並於内盖夫与埃及人作战。
伊扎克·拉宾参加的帕拉玛赫部队是一支精英突击队，属于秘密军事组织哈迦纳（犹太自卫军，即日后的以色列国防军）。

### 军队任职
1964年，拉宾担任以色列国防军参谋长。他指挥以色列国防军在“六日战争”中以压倒性优势战胜了埃及、叙利亚和约旦。以色列国防军占领耶路撒冷古城之后，拉宾當時為第一批以國人来到古城，然後在希伯来大学的斯科普斯山山顶发表了演讲。

### 大使与劳工部长
从以色列国防军退休之后，拉宾从军界转入政坛成为外交官，1968年开始担任駐美國大使。1973年，作为工党黨员入選以色列议会，并出任劳工部长。

### 第一次担任总理
1974年，他当选为工党领袖并继果尔达·梅厄之后成为以色列总理。
在此期间最著名的事件是“恩德培行动”。一架以色列的飞机被劫持并飞离国境，在拉宾的指挥下，以色列国防军成功救出了飞机上的乘客。之后，他因两起事件而辞职：1976年12月的安息日，他组织部分军官和内阁成员迎接4架美国F-15战机的到来，触怒了以色列的宗教政党；他與夫人利亚·拉宾在美國银行的聯名帳戶事先沒有得到批准，違反了以色列法律被曝光。

### 反对派成员和国防部长
拉宾被迫辞职后，希蒙·佩雷斯代理总理一职，两个月后，利库德集团的梅纳赫姆·贝京当选，接替了他的职务，這結束工黨三十年執政，利庫德集團從此在往後十五年的聯合政府佔有主導地位。拉賓此次辞职广受好评，人们认为拉宾此举体现了正直和责任感。
1984年至1990年間，工黨和利庫德集團共組聯合政府，拉宾作为联合政府的国防部长期間，对1987年第一次巴勒斯坦大起义采取强硬措施，拉宾又命令军队残忍镇压巴勒斯坦示威者。他曾有一句话如是说：“我们应敲断他们（巴勒斯坦示威者）的手足”。

### 第二次出任总理

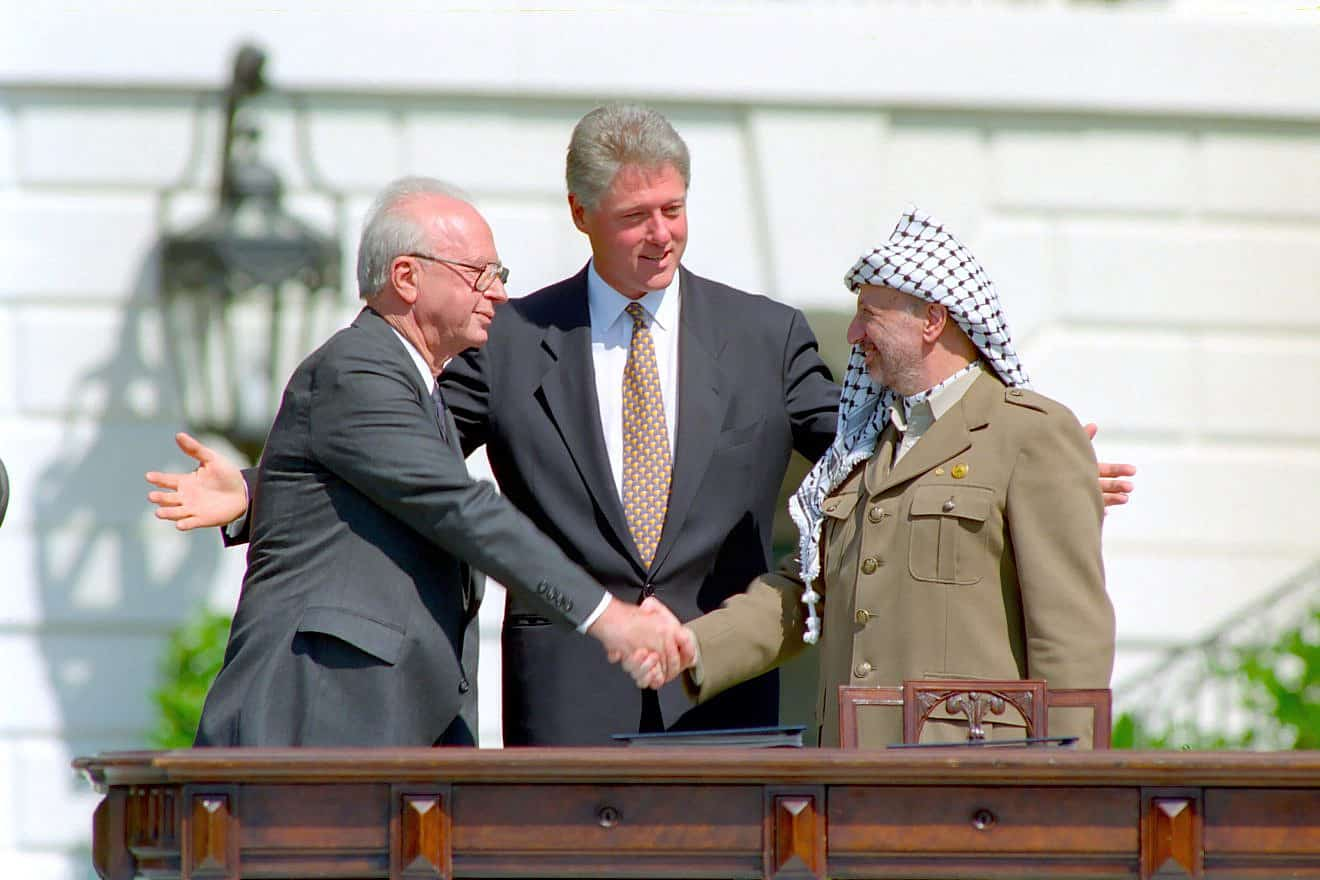
拉宾、美國總統比爾·克林顿和巴解主席阿拉法特1993年9月13日达成奥斯陆协议的一刻

1992年，他成功地第二次当选总理，当时拉宾已经70岁，是至今以色列总理就任年纪最大者。帶領工黨再次獲聯合政府的主導權。他在奥斯陆和平协议的签署过程中发挥了重要作用。奥斯陆协议授予巴勒斯坦自治政府的权利，并承认巴勒斯坦人对加沙地带和约旦河西岸地区的部分控制，但以色列仍然有效維持對該地區的控制。
由于在奥斯陆协议中的重要影响，拉宾与雅瑟尔·阿拉法特、希蒙·佩雷斯共同获得了1994年的诺贝尔和平奖，1995年拉賓再獲得世界和平獎最高榮譽獎的肯定。奥斯陆协议使他在以色列国内的形象两极分化，一部分人将他视为带来和平的英雄，一部分人则视他为出卖以色列国土的叛徒，強烈反對他與被視為恐怖分子的阿拉法特進行任何政治談判。

### 遇刺身亡
1995年11月4日，奧斯陸和平協議不久，在特拉维夫的以色列国王广场上参加和平集会之后，一名极右翼激进犹太主义分子伊蓋爾·阿米爾用一把装有自制達姆彈的九公釐口徑左輪手槍袭击了他，他對着拉宾的背部開了兩槍，後拉宾在特拉维夫伊契洛夫医院的手术台上不治身亡，享年73歲。拉賓去世后，奧斯陸和平協議名存實亡，以巴和平無以為繼。

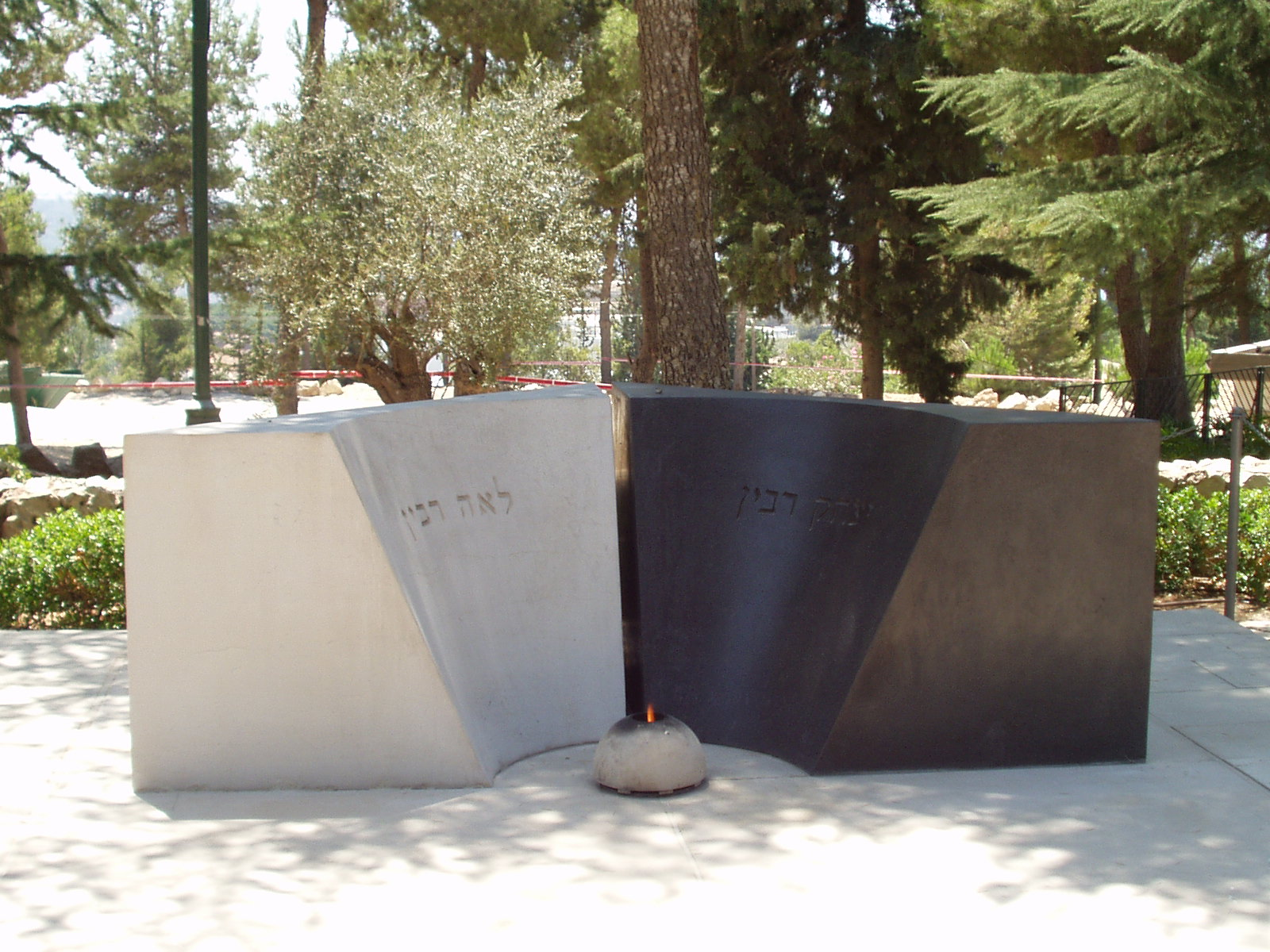
赫茨爾山的拉賓墓園

## 紀念
拉宾被刺的这一天被定为以色列的国家纪念日，而事发所在的广场因此也以他的名字命名。

## 延伸阅读
- Karpin, Michael; Friedman, Ina. . 1998. ISBN 0-8050-5749-8.